# Midway North
Midway North és una concentració de població designada pel cens dels Estats Units a l'estat de Texas. Segons el cens del 2000 tenia 3.946 habitants.

## Demografia
Segons el cens del 2000, Midway North tenia 3.946 habitants, 834 habitatges, i 783 famílies. La densitat de població era de 736 habitants/km².
Dels 834 habitatges en un 68,6% hi vivien nens de menys de 18 anys, en un 77,6% hi vivien parelles casades, en un 13,2% dones solteres, i en un 6% no eren unitats familiars. En el 4,2% dels habitatges hi vivien persones soles l'1,4% de les quals corresponia a persones de 65 anys o més que vivien soles. El nombre mitjà de persones vivint en cada habitatge era de 4,73 i el nombre mitjà de persones que vivien en cada família era de 4,88.
Per edats la població es repartia de la següent manera: un 42,8% tenia menys de 18 anys, un 13,9% entre 18 i 24, un 27,3% entre 25 i 44, un 12,3% de 45 a 60 i un 3,7% 65 anys o més.
L'edat mediana era de 21 anys. Per cada 100 dones de 18 o més anys hi havia 98,1 homes.
La renda mediana per habitatge era de 21.849 $ i la renda mediana per família de 22.529 $. Els homes tenien una renda mediana de 17.028 $ mentre que les dones 12.162 $. La renda per capita de la població era de 5.202 $. Aproximadament el 43,4% de les famílies i el 43,9% de la població estaven per davall del llindar de pobresa.

## Poblacions més properes
El següent diagrama mostra les poblacions més properes.